# Pseudoboodon lemniscatus
Pseudoboodon lemniscatus — вид змій родини Lamprophiidae. Мешкає в Ефіопії і Еритреї.

## Поширення і екологія
Pseudoboodon lemniscatus поширені на Ефіопському нагір'ї. Вони живуть в тропічних лісах і рідколіссях, на високогірних луках та на окраїнах вересових пустищ, трапляються на полях. Зустрічаються на висоті від 1600 до 3300 м над рівнем моря. Відкладають яйця.